# Favara
Favara è un comune italiano di 31 269 abitanti del libero consorzio comunale di Agrigento in Sicilia.
Il comune forma una conurbazione col capoluogo Agrigento e col comune di Aragona, condivide la zona industriale.

## Geografia fisica
Anticamente conosciuta col nome di Fabaria, Favara dista 10 km da Agrigento in direzione Nord-Est. È sita su un declivio ai piedi di una collina di 533 metri d'altezza (Monte Caltafaraci, detto Muntagneḍḍa) che domina l'abitato.

### Territorio
- Classificazione sismica: zona 3 (sismicità molto bassa)
- Altitudine: 338 m s.l.m.
- Minima: 20 m
- Massima: 533 m
- Escursione altimetrica: 513 m
- Zona altimetrica: Regione Agraria n. 5 - Colline litoranee di Agrigento

### Clima
Favara, secondo la classificazione dei climi di Köppen, gode di un clima temperato caldo mediterraneo (Csa). È caratterizzato da un lungo periodo di siccità estiva ed inverni miti, con gelate sporadiche.

## Storia
Le più antiche testimonianze umane nel territorio di Favara risalgono alla tarda età del rame (2400-1990 a.C. circa). Si tratta di ceramica monocroma rossa dello stile di Malpasso rinvenuta in una grotta in contrada Ticchiara. Tra la fine dell'età del rame e gli inizi della prima età del bronzo (1900-1450 a.C. circa) si data una sepoltura ritrovata in contrada Grazia Vicina, che ha fornito ceramica acroma di impasto grigiastro che sembra ricollegarsi a quella del tipo Conca d'Oro (tarda età del rame nel palermitano) e a forme arcaiche di ceramica castellucciana (prima età del bronzo della Sicilia centro-meridionale). In contrada San Vincenzo è stata ritrovata una tomba della media età del bronzo (1450 a.C. circa).
In epoca storica il territorio favarese fu interessato dalla dominazione greca, di cui rimangono tracce in contrada Caltafaraci, dove doveva sorgere una fortificazione. Il periodo di dominazione musulmana è testimoniato dall'insediamento di contrada Saraceno e dalla permanenza di numerosi toponimi di matrice araba, tra cui lo stesso toponimo Favara, fawwāra (in arabo ﻓﻮﺍﺭة‎?), con significato di “Polla d'acqua che sgorga, gorgogliando, con impeto” oppure "Getto d'acqua".
Nel periodo normanno furono costruiti parecchi casali, tra questi il Castello di Chiaramonte, conosciuto anche come Palazzo Medievale. Il castello nel XIV secolo passò alla famiglia siciliana Chiaramonte. Nel XV secolo, Favara, nonostante fosse protetta da mura urbane, subì una grave crisi demografica, in particolare tra il 1439 e il 1464. La popolazione crebbe nuovamente dal 1478 al 1497. Grazie alla famiglia De Marinis, Favara nel cinquecento raggiunse un grande sviluppo demografico.
Dal periodo post-risorgimentale al 1883 operò nel paese una cosca mafiosa, nota come Fratellanza di Favara, che si macchiò di numerosi crimini. Il 16 maggio del 1946 fu ucciso il sindaco Gaetano Guarino per mano d'ignoti.
Per ben due volte il comune di Favara si è reso protagonista di gaffe toponomastiche: nel 1994 venne dedicata una via al pilota Juan Manuel Fangio e nel 1999 fu concesso lo stesso onore al critico letterario Carlo Bo, ma al momento dell'intitolazione entrambi i personaggi erano ancora in vita.

### Simboli
L'attuale simbolo del Comune di Favara (castello moresco sopra uno sperone roccioso, con sottostante sorgente d'acqua) è stato creato tra la fine del mese di agosto ed il mese di settembre 1883. Questo sostituì quello recante lo stemma della casa reale, il quale veniva stampato in tutti gli enti statali. 
Il 30 ottobre 1886 la giunta municipale emise alcune regole riguardo allo stemma:
- doveva stare depositato nella sala del Consiglio Comunale;
- in caso di utilizzo doveva essere portato dal messo comunale più anziano accompagnato da due guardie municipali in grande tenuta;
- previa delibera di Giunta doveva farsi uso del gonfalone solo nei seguenti casi:
  - nelle solennità in cui sarebbe intervenuto ufficialmente il Consiglio o la Giunta Municipale;
  - in occasione di feste sanzionate dal Parlamento o di feste civili e cittadine;
  - in occasione di onoranze funebri per la morte:
  - di chi aveva sostenuto la carica di Sindaco del Comune;
  - di chi si trovava a ricoprire la carica di consigliere comunale;
  - del Pretore, Vicepretore e Conciliatore;
- l'uscita del gonfalone doveva essere indicato con rintocchi di campana dell'orologio del Comune.

Lo stemma comunale è stato ufficialmente riconosciuto con decreto del capo del governo del 23 aprile 1931 e così descritto:
Il gonfalone, concesso con regio decreto del 17 aprile 1930, è un drappo di azzurro.

## Monumenti e luoghi d'interesse

### Piazza Cavour

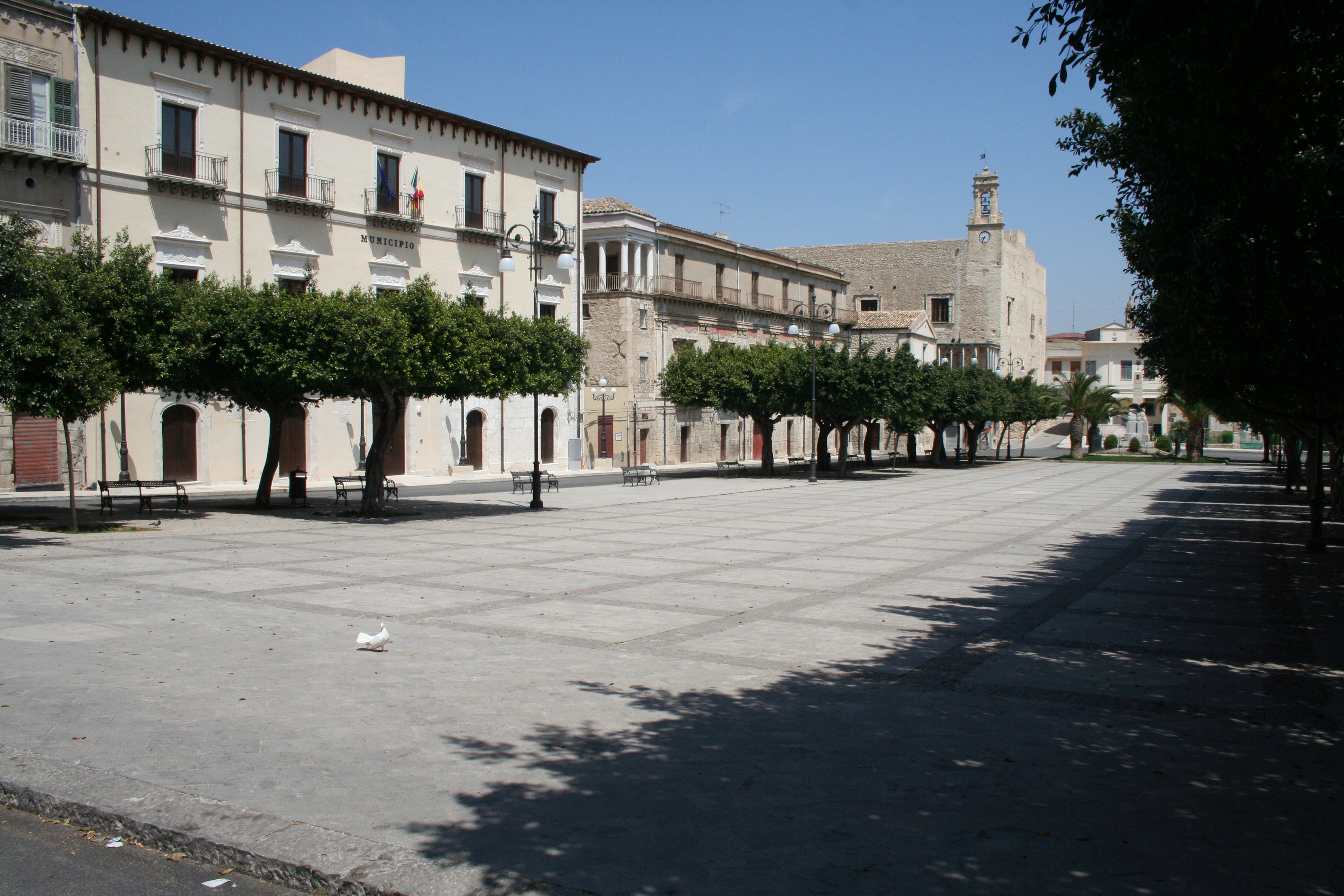
Piazza Cavour e Castello Chiaramonte

Monumento ai Caduti nella seconda metà del XX secolo

Piazza Cavour è la piazza principale della città e raggiunse la conformazione attuale già nel XVI secolo. Nel suo lato orientale trova posto il Monumento ai Caduti della prima guerra mondiale, opera dello scultore palermitano Cosmo Sorgi. Il monumento, inaugurato solennemente il 23 aprile 1922, si presenta come un obelisco lapideo che si erge sulla pietra e porta lo stemma della città di Favara; in cima alla struttura si erge la Stella d'Italia in bronzo. Sulle lapidi, sono incisi i nomi di 273 gloriosi caduti, tra cui il tenente colonnello Giuseppe Stuto e il vescovo Filippo Iacolino.
Sulla piazza prospettano anche altri edifici degni di nota:
- Il Palazzo Comunale, risalente al XVIII secolo e situato sul lato nord della piazza. È appartenuto al barone Antonio Mendola e fu realizzato come riattamento di case appartenute al padre del barone. Lo stile è prettamente neoclassico e la struttura presenta le volte affrescate dal favarese Vincenzo Indelicato, che versano in notevoli condizioni di degrado causate da infiltrazioni di piogge e un portale d'ingresso che si trova sul lato nord del palazzo. Oggi è sede dell'amministrazione comunale del paese.
- Palazzo Mendola. È il secondo palazzo, dopo quello comunale, nonché il più vecchio, appartenuto alla famiglia del barone Mendola, arrivata a Favara da Cammarata nei primi anni del secolo XVIII. Venne abitato prevalentemente nei primi decenni del 1800 dal barone Andrea Mendola (1743-1829), padre del barone Antonio e, in seguito, dai suoi discendenti, cui si devono il secondo piano e, la decorazione in stile neogotico della facciata di fattura tardo ottocentesca.
- Palazzo Fanara. Situato sul lato sud della piazza, di fronte al palazzo comunale, venne costruito da Salvatore Fanara (1835-1886), nel XIX secolo. Il prospetto è stato rifatto nella prima metà del 1800. La facciata è costituita da un grande portale d'ingresso in stile neoclassico mentre all'interno si trovano un cortile e una scala monumentale.
- Palazzo di Salvatore Cafisi. È contiguo al palazzo Mendola, ed è stato costruito intorno alla metà del 1800 dal barone Salvatore Cafisi (1820-1883). Si presenta in stile neoclassico e, sul fronte che si affaccia in piazza, durante la prima metà del secolo, quando passò alla famiglia Sacaduto - Mendola, venne collocato lo stemma dei baroni Mendola, ancora oggi visibile. Sul lato nord invece è presente un grande portale d'ingresso, il più monumentale fra quelli dell'Ottocento a Favara.
- Palazzo di Giuseppe Cafisi. Fu costruito nel 1839 dal marchese Giuseppe Cafisi, ma il secondo piano venne terminato solo nel 1864. Anche questo in stile neoclassico, con il fronte in parte rinnovato nella prima metà del 1800, portò alla distruzione della torretta medievale, che era presente nei pressi dell'angolo sud-ovest del recinto fortificato del castello di Favara. Entrò in simbiosi strutturale e funzionale con lo stesso recinto fortificato, all'interno del quale presentava un secondo ingresso, ancora oggi esistente, sebbene deturpato nella decorazione dell'architrave.
- Biblioteca - Museo "Antonio Mendola". Ubicata in una sala neoclassica con un loggiato e il soffitto a volta rinfrescata, ha in dotazione circa 8000 volumi[12]. Al secondo piano vi è un Museo che ospita diverse specie di volatili imbalsamati e una collezione di minerali.

### Castello di Chiaramonte
Il castello di Chiaramonte fu costruito intorno al 1270 come residenza di caccia di Federico II di Svevia. Ha forma quadrilatera, con lati di circa 31 metri. Vi si accede dal lato sud attraverso un grande portale ogivale che immette in un'ampia corte dove si affacciano le finestre dei due piani dell'edificio. Il piano terra presenta dei soffitti con volte a botte, mentre il primo piano era il piano residenziale, servito da un ballatoio.
Vi è annessa una cappella in cui si rilevano gli elementi architettonicamente più rilevanti dell'edificio. Dopo anni di abbandono qualche anno fa il Castello è stato restaurato, attualmente è usato come sede di rappresentanza del Comune ed ospita eventi culturali e manifestazioni anche a carattere nazionale.

### Architetture religiose
- Chiesa Madre
- Chiesa dei Santi Apostoli Pietro e Paolo
- Chiesa Beata Maria Vergine dell'Itria
- Chiesa del Santissimo Rosario
- Chiesa di Santa Rosalia
- Chiesa di San Nicola di Bari o di Mira
- Chiesa di San Vito
- Chiesa del Carmine
- Chiesa Beata Maria Vergine di tutte le Grazie
- Chiesa Beata Maria Vergine del Transito
- Chiesa di San Calogero
- Chiesetta della Grazia Lontana
- Boccone del Povero e Chiesa dell'Immacolata
- Chiesa di San'Antonio da Padova e convento dei frati minori
- Collegio di Maria e Chiesa di Santa Lucia
- Cimitero di Piana Traversa

### Testimonianze archeologiche
- Necropoli di contrada Stefano

### Villette e Giardini Pubblici
- Parco Urbano "Gaspare Ambrosini"
- Giardino Pubblico "Stefano Pompeo" con pista di Pattinaggio
- Villetta Comunale "Padre Pio"
- Villetta Comunale "Giovanni Paolo II"
- Villetta Comunale "Villa della Pace"
- Villetta Comunale “Villa di Giufà”

### Farm Cultural Park
Fondata il 25 giugno 2010 dal notaio Andrea Bartoli, Farm Cultural Park è una galleria d'arte e residenza per artisti, provenienti da tutto il mondo, situata nel centro storico di Favara in provincia di Agrigento.

## Società

### Evoluzione demografica

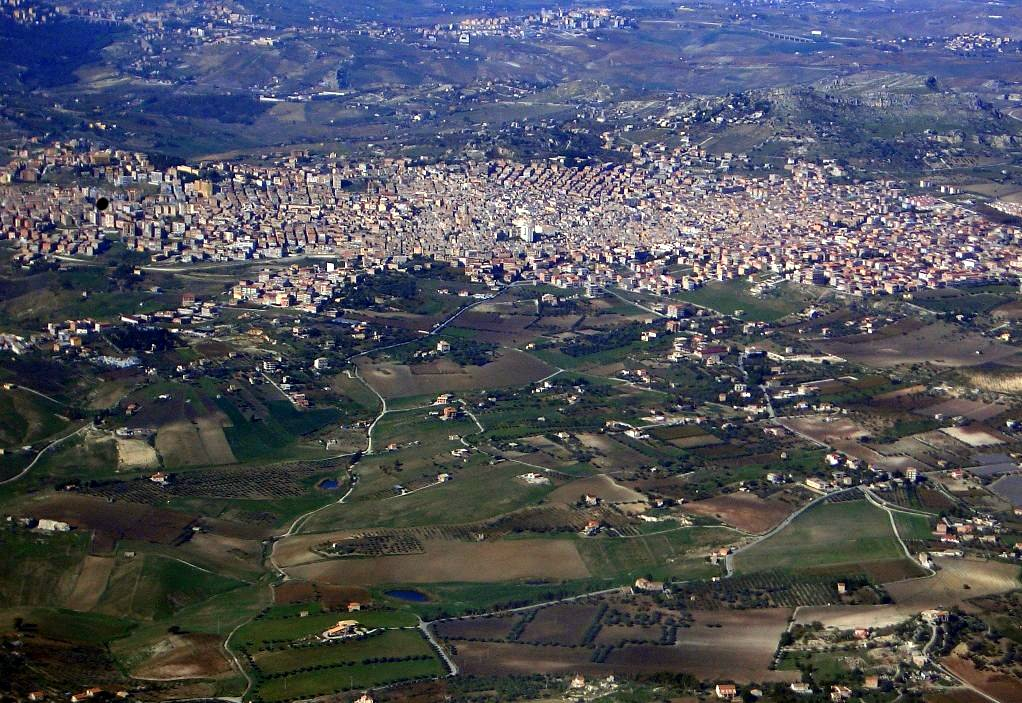
Veduta aerea

Abitanti censiti

### Etnie e minoranze straniere
Secondo i dati ISTAT gli stranieri residenti a Favara al 1º gennaio 2021 sono 436 e rappresentano l'1,4% della popolazione residente. Le nazionalità maggiormente rappresentate sono:
- Romania 163
- Marocco 68
- Cina 41
- Nigeria 33

## Cultura

### Media

#### Radio
A Favara sono presenti tre radio locali che trasmettono in tutta la provincia di Agrigento e nelle province limitrofe:
- Radio Favara 101
- Radio in
- Radio Rete 94

#### Televisione
A Favara trasmette e ha sede il canale televisivo a carattere comunitario di Sicilia TV, visibile sul digitale terrestre sul canale 287 nelle province di Agrigento, Caltanissetta, Catania e Ragusa fino al 1º maggio 2022.
Dal 2 maggio 2022 SICILIA TV 2, sempre a carattere comunitario è visibile sul canale 99 del DVB-T in 6 province siciliane: Agrigento, Caltanissetta, Enna, Palermo, Ragusa e Trapani. Il segnale viene trasportato sul canale 32 di RaiWay.

### Cinema
- A Favara sono state girate alcune scene de Il cammino della speranza, uscito nelle sale nel 1950. Film diretto da Pietro Germi, scritto dallo stesso regista con Federico Fellini e Tullio Pinelli e tratto dal romanzo Cuori negli abissi di Nino Di Maria. È stato presentato in concorso al Festival di Cannes 1951 e ha vinto l'Orso d'argento al Festival di Berlino. La trama del film racconta la storia di alcuni minatori favaresi che partono per la Francia in cerca di lavoro.

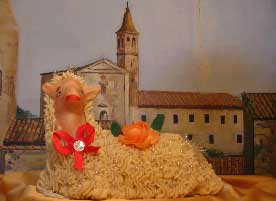
Agnello pasquale di Favara

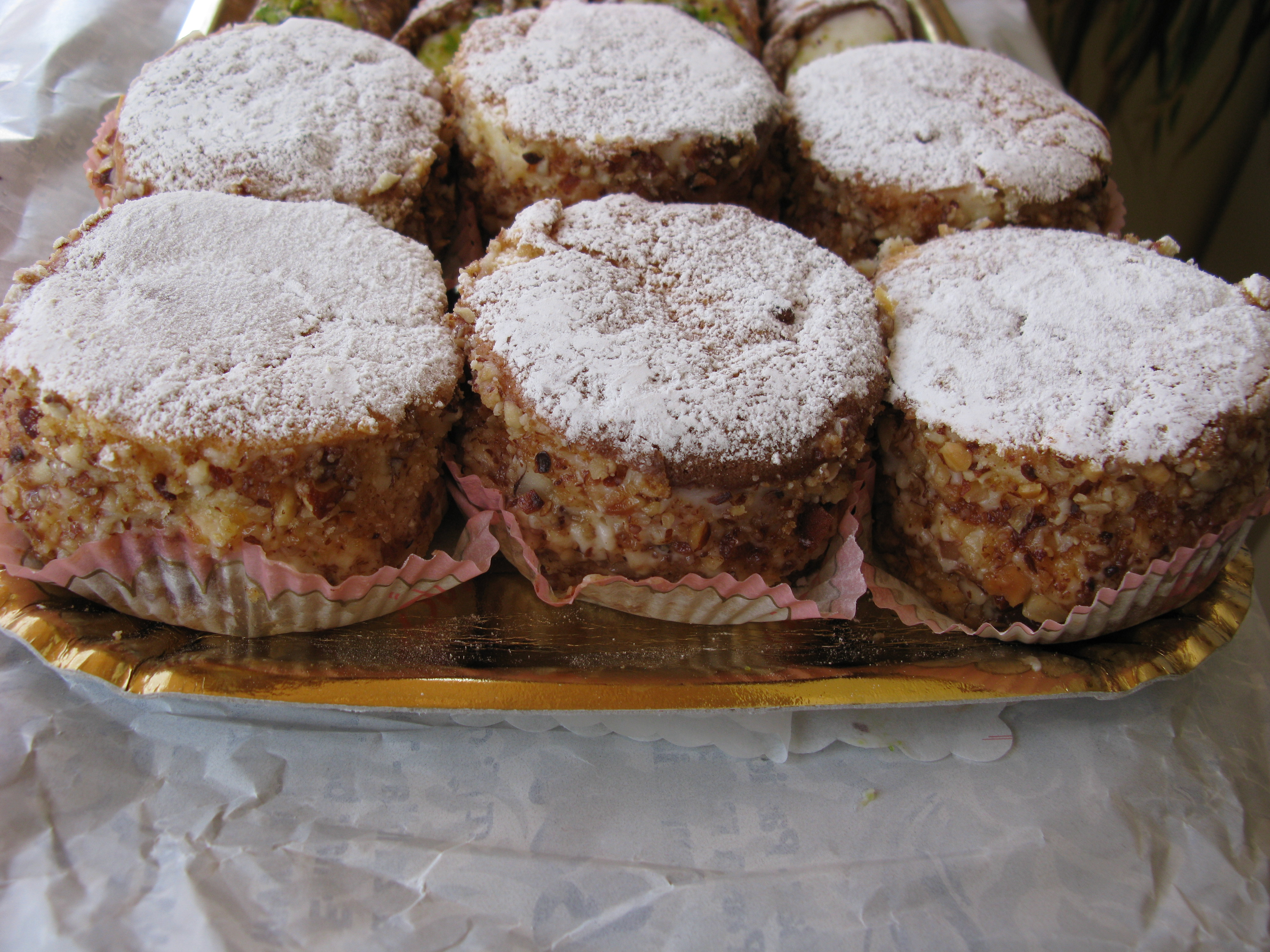
Pasta Elena, inventata da pasticceri di Favara

- Sempre a Favara è stato girato un episodio del film I Nuovi angeli uscito nelle sale nel 1962, diretto da Ugo Gregoretti, e interpretato da attori non professionisti.
- Ancora a Favara e con molte comparse del luogo sono state girate diverse scene del film Il giudice ragazzino uscito nelle sale nel 1994, diretto da Alessandro Di Robilant, ed ambientato negli anni 80.
- A Favara sono state girate anche alcune scene del film "Prigioniero di un segreto" uscito nel 2010, diretto dal regista Carlo Fusco.

### Cucina
- Favara è conosciuta come "la città dell'agnello pasquale": questo prodotto dolciario di ricetta favarese a base di mandorle e pistacchi è tipico del periodo di Pasqua ed è abbastanza conosciuto in tutta Italia.
- A Favara i pasticceri Francesco Butticè e Vincenzo Albergamo, inventarono la famosa Pasta Elena, dolce con pandispagna, crema di ricotta e mandorle tostate, dedicato alla Regina d'Italia in visita nell'Agrigentino.
- Altro tipico piatto di Favara è la Minestra di San Giuseppe, una minestra preparata con molteplici varietà di pasta e di verdura.
- Prodotto gastronomico tipico di Favara è anche il "chichireddu" (U chichireddu) un tipo di pane dalla forma a ferro di cavallo.[senza fonte][14] Questo pane a base di semola di grano duro, prodotto in pezzature da 500 grammi, ha una lunghezza di circa 30 cm ed un'altezza di 7–8 cm

### Arte
- A Favara è presente il Farm Cultural Park, una galleria d'arte fondata il 25 giugno 2010 dal notaio Andrea Bartoli e dalla moglie Florinda Saieva. Sorge all'interno del Cortile Bentivegna, un aggregato a sua volta costituito da sette piccoli cortili che ospitano piccoli palazzi di matrice araba ed è situata nei pressi del centro storico del paese.

### Eventi
- Dal 1990 si svolge a Favara il Fabaria Rally. La manifestazione è abbinata al Trofeo Rally Asfalto (TRA).
- La Sagra dell'agnello pasquale, si svolge dal 1997 durante la Settimana Santa.
- Nonostante il patrono di Favara sia Sant'Antonio da Padova, la principale festa religiosa è in onore di San Giuseppe. La ricorrenza, con la tradizionale cucinata di minestra con vari tipi di pasta e verdure, viene festeggiata non il 19 marzo, bensì a cavallo tra agosto e settembre.
- Ogni anno si svolge la Fiera di ottobre. La fiera ricade nella quarta domenica del mese di ottobre e dura dal venerdì immediatamente prima fino al martedì successivo. La domenica mattina si svolge anche la fiera degli animali.
- La mattina di ferragosto si svolge la fiera degli animali.
- La prima domenica del mese di Agosto si tengono i festeggiamenti in onore di San Calogero.

#### Premi
- Premio di Arte e Cultura "Ignazio Buttitta", promosso dal Centro artistico culturale ed editoriale "Renato Guttuso" di Favara, presieduto da Lina Urso Gucciardino, giunto alla 12ª Edizione.

Il Premio si articola nelle sezioni: poesia in lingua dialettale siciliana, libri editi di poesia siciliana, un racconto in lingua siciliana, ed un saggio di cultura siciliana.
Inoltre, la Commissione giudicatrice assegna premi speciali Ignazio Buttitta per il teatro, le tradizioni popolari, la narrativa, la saggistica, la ricerca antropologica, la comunicazione, l'arte, l'economia e l'impegno sociale.
- Premio Mimosa d'oro: promosso dal Centro artistico, culturale ed editoriale “Renato Guttuso” di Favara, presieduto da Lina Urso Gucciardino, giunto alla 23ª Edizione, assegnato a donne che si sono particolarmente distinte nel loro campo d'azione.

## Economia
Nel settecento nacquero le prime industrie (zolfo e concerie di pelle), favorendo la nascita di una borghesia cittadina. Nel corso dell'Ottocento le numerose miniere di zolfo (circa 20) costituirono la vera ricchezza della città e la popolazione nel giro di dieci anni aumentò da settemila a ventimila abitanti.
Purtroppo da circa 30 anni le miniere sono chiuse a causa della forte concorrenza dello zolfo americano estratto con il metodo Frasch e quindi venduto a prezzi notevolmente più bassi; il diverso processo estrattivo in Sicilia era divenuto troppo costoso e perciò scarsamente remunerativo.
Le principali zolfare presenti nel territorio di Favara erano:
- la miniera Ciavolotta: caratterizzata dalla presenza delle zubbie, mineralizzazioni di importante carattere scientifico.
- la miniera Lucia: collegata al porto di Porto Empedocle tramite una tranvia a vapore ed a scartamento ridotto, della lunghezza di 15 km.(Tranvia Porto Empedocle-Lucia)
- la solfara Falsirotta: nel 1869 vi morirono 14 operai nel crollo di una galleria.
- la solfara Salamone:nel 1979 vi furono 6 morti per asfissia da anidride solforosa.

Attualmente l'economia della città è basata principalmente sull'agricoltura, sull'artigianato e sull'edilizia.
- Le principali colture di Favara sono vigneti, uliveti e mandorleti.
- Molte invece sono le piccole e medie aziende artigiane, sparse sia nel tessuto urbano della città che nell'area di sviluppo industriale (A.S.I.) Favara-Aragona di contrada S. Benedetto che ricade oltre che nel territorio comunale di Favara anche nel territorio di Aragona e in minima parte anche nel territorio di Agrigento.
- L'edilizia ha rappresentato e rappresenta ancora adesso il vero motore dell'economia della città, infatti molti imprenditori edili della provincia di Agrigento sono favaresi.

Il territorio del comune è compreso nella zona di produzione del Pistacchio di Raffadali D.O.P..

## Infrastrutture e trasporti

### Strade
Il territorio di Favara è attraversato dalle seguenti strade statali:
- strada statale 115 Sud Occidentale Sicula
- strada statale 122 Agrigentina
- strada statale 410 di Naro
- strada statale 640 Strada degli Scrittori
- strada statale 576 di Furore

### Ferrovie
Fino al 1958, il comune era servito dall'omonima stazione ferroviaria (posta in contrada Nicolizie) sulla linea che collegava Agrigento con Licata.

## Amministrazione
Di seguito è presentata una tabella relativa alle amministrazioni che si sono succedute in questo comune.
| Periodo           | Periodo          | Primo cittadino     | Partito                                     | Carica              | Note   |
| ----------------- | ---------------- | ------------------- | ------------------------------------------- | ------------------- | ------ |
| 18 ottobre 1945   | 26 aprile 1946   | Giuseppe Fanara     |                                             | Sindaco             | [ 16 ] |
| 20 marzo 1946     | 3 maggio 1946    | Gaetano Guarino     | Partito Socialista Italiano                 | Sindaco             | [ 16 ] |
| 26 giugno 1988    | 21 maggio 1990   | Salvatore Puma      | Democrazia Cristiana                        | Sindaco             | [ 16 ] |
| 23 giugno 1990    | 20 ottobre 1992  | Gaetano Priolo      | Democrazia Cristiana                        | Sindaco             | [ 16 ] |
| 13 novembre 1990  | 30 luglio 1991   | Giovanni Crapanzano | Democrazia Cristiana                        | Sindaco             | [ 16 ] |
| 10 settembre 1991 | 30 dicembre 1991 | Angelo La Russa     | Democrazia Cristiana                        | Sindaco             | [ 16 ] |
| 14 febbraio 1992  | 4 luglio 1992    | Filippo Lentini     | Partito Socialista Italiano                 | Sindaco             | [ 16 ] |
| 1º settembre 1992 | 13 ottobre 1992  | Stefano Urso        | Democrazia Cristiana                        | Sindaco             | [ 16 ] |
| 26 ottobre 1992   | 15 aprile 1993   | Calogero Fanara     | Partito Socialista Italiano                 | Sindaco             | [ 16 ] |
| 7 giugno 1993     | 1º giugno 1994   | Gaetano Sanfilippo  | -                                           | Sindaco             | [ 16 ] |
| 5 dicembre 1994   | 1º dicembre 1997 | Lorenzo Airò        | Partito Democratico della Sinistra          | Sindaco             | [ 16 ] |
| 1º dicembre 1997  | 11 giugno 2002   | Carmelo Vetro       | centro-sinistra                             | Sindaco             | [ 16 ] |
| 11 giugno 2002    | 29 maggio 2007   | Lorenzo Airò        | centro-sinistra                             | Sindaco             | [ 16 ] |
| 29 maggio 2007    | 8 aprile 2011    | Domenico Russello   | centro-destra                               | Sindaco             | [ 16 ] |
| 8 aprile 2011     | 14 giugno 2011   | Girolamo Cascino    |                                             | Comm. straordinario | [ 16 ] |
| 14 giugno 2011    | 20 giugno 2016   | Rosario Manganella  | centro-destra                               | Sindaco             | [ 16 ] |
| 20 giugno 2016    | 3 agosto 2021    | Anna Alba           | Movimento 5 Stelle                          | Sindaco             | [ 16 ] |
| 15 settembre 2021 | 25 ottobre 2021  | Filippo Nasca       |                                             | Comm. straordinario |        |
| 25 ottobre 2021   | in carica        | Antonio Palumbo     | liste civiche sostenuti dal PD, M5S,AVS,PRC | Sindaco             | [ 16 ] |

### Gemellaggi
- Andújar, dal 2004
- Varese, dal 2019
- Gaza, dal 2025[17]

### Altre informazioni amministrative
Il comune di Favara fa parte delle seguenti organizzazioni sovracomunali: regione agraria n.5 (Colline litoranee di Agrigento).

## Sport

### Calcio
La principale società calcistica della cittadina è stata il Pro Favara 1984, che per il campionato 2022-23 ha militato nel girone A del campionato regionale di Eccellenza. Dal 2001 al 2004, la squadra ha militato in serie D. Dalla stagione 2024-2025, la città di Favara avrà un'altra squadra presente in Serie D sotto il nome di CastrumFavara, con sede legale a Castrofilippo, comune limitrofo.
Le origini del calcio favarese risalgono comunque al secondo dopoguerra, dapprima sotto le insegne del Libertas Favara e poi della Chiaramontana, così chiamata in onore della famiglia che a partire dal XIII secolo aveva governato la città, che giunse a disputare alcuni campionati in Prima Categoria prima di scomparire nel 1967. Nel 1971 venne fondata l'U.S. Favara (denominata poi A.S. Favara) che fu promossa in serie D nel 1980 e vi rimase fino al 1988. In quell'anno il titolo sportivo venne trasferito a una nuova società, l'Agrigento Favara, nata dalla fusione con l'agrigentina Akragas, nel frattempo fallita.

### Altri sport
Pallavolo
- la Favara millennium è stata la società di pallavolo femminile a vincere la prima edizione della coppa sicilia femminile di serie C , a Catania il 06.02.2005 ottenendo anche la storica promozione in serie B2.

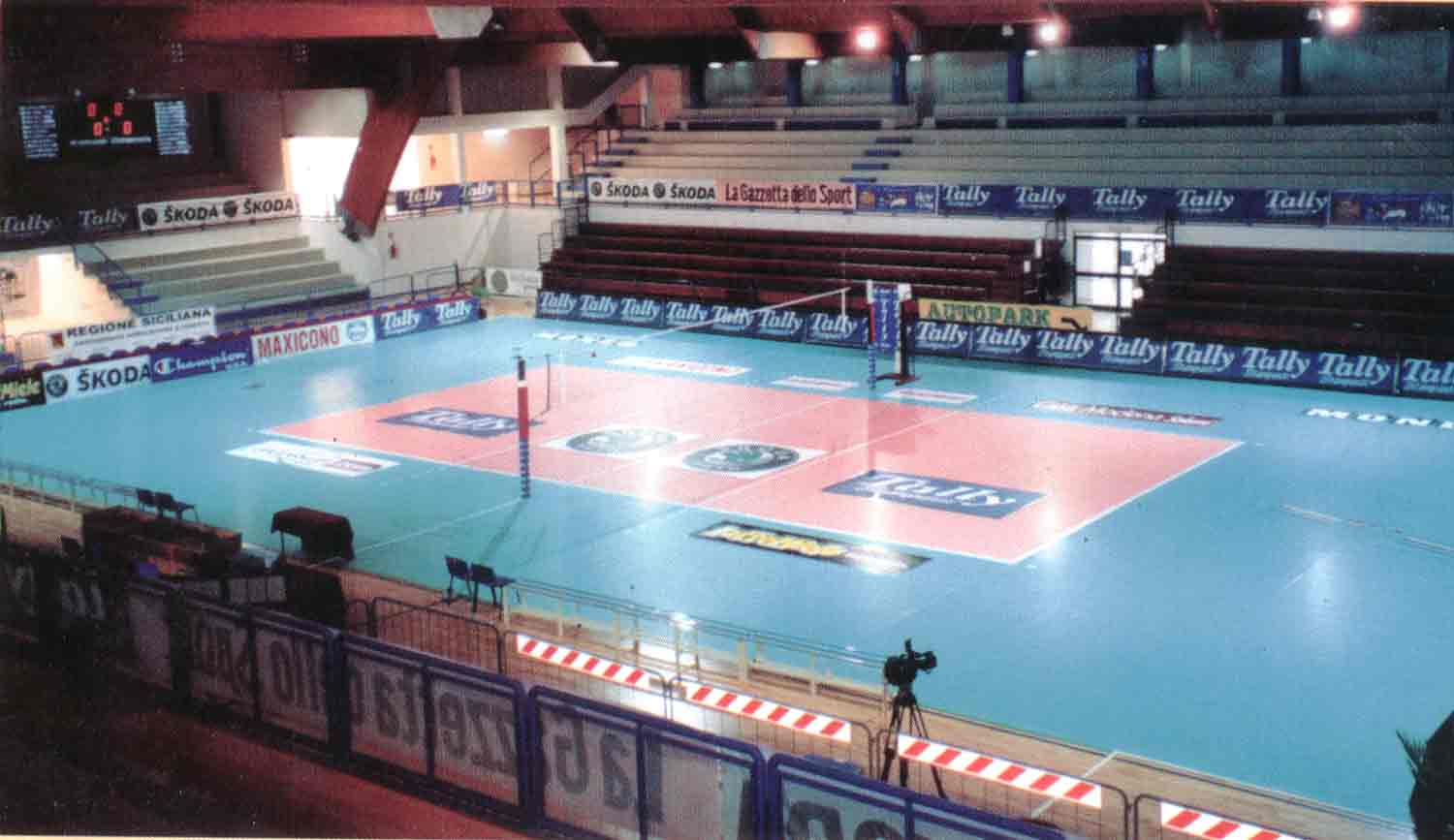
L'interno del Palagiglia

- La Sistet Free Volley Favara è la società di pallavolo femminile e milita nel campionato regionale di Serie C.
- Il 21 settembre 2001 il Palasport Giglia di Favara ha ospitato la finale della Supercoppa Italiana di Pallavolo tra Sisley Treviso e Lube Banca Marche Macerata vinta per 3-0 dai trevigiani con i seguenti parziali: (28/26,25/23,25/22)

Entrambe le squadre disputano i loro incontri al palazzetto dello sport di Favara, il PalaGiglia.
Tiro con l'arco
- La Arcieri Albatros Favara è la società sportiva di tiro con l'arco.

Ciclismo
- Il 29 maggio 1993 la 7ª tappa del Giro d'Italia 1993 passò da Favara per poi concludersi ad Agrigento con la vittoria del danese Bjarne Riis
- L'11 maggio 2008 la 2ª tappa del Giro d'Italia 2008 passò da Favara per poi concludersi ad Agrigento con la vittoria di Riccardo Riccò

Automobilismo
- Dal 1990 si svolge a Favara il Fabaria Rally.

### Impianti sportivi
Impianti di Piazzale Giochi Olimpici:
- Stadio Giovanni Bruccoleri
- Campo da Tennis all'aperto con gradinata

Impianti di c.da Pioppo:
- Palasport "A. Giglia"
- Piscina Comunale

Impianto di Via Agrigento:
- Campo da calcetto con gradinata